# Atures (Venezuela)
Atures is een gemeente (Spaans: Municipio Autónomo) in de Venezolaanse staat Amazonas. De gemeente telt 106.000 inwoners. De hoofdplaats is Puerto Ayacucho.